# بوبتسین
بوبتسین (به آلمانی: Bobzin) یک شهر در آلمان است که در لودویگسلوست-پارشیم واقع شده‌است. بوبتسین ۲۹۷ نفر جمعیت دارد.